# Czesław Gładkowski
Czesław Gładkowski (ur. 20 lipca 1940 w Stanisławowie, zm. 8 grudnia 2002 w Miluzie) – polski kontrabasista, kompozytor i aranżer, publicysta muzyczny i pedagog.

## Kariera muzyczna
Absolwent Liceum Muzycznego we Wrocławiu w klasie kontrabasu oraz Wydziału Teorii i Kompozycji Państwowej Wyższej Szkoły Muzycznej w Katowicach. Zadebiutował w 1962 roku, tworząc własne trio – z perkusistą Andrzejem Decem i saksofonistą tenorowym Stanisławem Żuchowskim – i występując z nim na szczecińskiej imprezie Synkopowe Spotkania. Trio w tym składzie wystąpiło też z powodzeniem na Studenckim Festiwalu Jazzowym Jazz nad Odrą w 1965 roku we Wrocławiu, gdzie zespół ten zdobył III nagrodę, a Gładkowski (lider grupy) I nagrodę za kompozycję.
Po tych pierwszych sukcesach nawiązał współpracę z muzykiem Krzysztofem Zgrają, z którym w latach 1971–1978 tworzył muzyczny duet. Karierę solową rozpoczął w roku 1978, występując w kraju i za granicą z autorskim programem Muzyka na instrumenty strunowe. Poza kontrabasem posługiwał się też egzotycznymi instrumentami, jak: bandura, harfa celtycka, kobza, domra, sitar, kalimba.
Później występował w duecie z Johnem Preiningerem, austriackim perkusistą (w Polsce i za granicą). Wspólnie dokonali też nagrań dla Polskiego Radia.
W 1980 wyemigrował do Francji, gdzie koncertował (zarówno solo, jak i współpracując z francuskimi instrumentalistami), a także był pedagogiem w paryskim Institut Art Cultur Perception, gdzie miał możliwość poprowadzić eksperymentalną klasę muzyczną.

## Dyskografia
- Gładkowski Zgraja: Alter Ego (LP, Muza SXL-1190)[2]